# Державне агентство екологічних інвестицій України
Державне агентство екологічних інвестицій України (Держекоінвестагентство України) — центральний орган виконавчої влади, діяльність якого спрямовується і координується Кабінетом Міністрів України через Міністра екології та природних ресурсів України, та входить до системи органів виконавчої влади і в межах компетенції забезпечує реалізацію державної політики у сфері регулювання негативного антропогенного впливу на зміну клімату та адаптації до його змін і виконання вимог Рамкової конвенції Організації Об'єднаних Націй про зміну клімату та Кіотського протоколу до неї.

## Основні завдання
- реалізація державної політики у сфері регулювання негативного антропогенного впливу на зміну клімату та адаптації до його змін, а також внесення пропозицій щодо її формування;
- виконання в межах компетенції вимог Рамкової конвенції Організації Об'єднаних Націй про зміну клімату та Кіотського протоколу до неї;
- створення та забезпечення функціонування національної системи обігу та торгівлі вуглецевими одиницями;
- провадження міжнародної діяльності за Рамковою конвенцією Організації Об'єднаних Націй про зміну клімату та Кіотським протоколом до неї.

## Керівництво
- Голова — Марголич Роман Ігорович
- Перший заступник Голови — Коваль Михайло Іванович
- Заступник Голови — Писаренко Олександр Олександрович